# Masacres hamidianas
Las masacres hamidianas, conocidas también como las masacres armenias de 1894-1896, hacen referencia a las diferentes matanzas y asesinatos colectivos que, en esos años, sufrieron los armenios del Imperio otomano y cuyas bajas se estiman entre unas 200.000 y 300.000 personas. Reciben este nombre del sultán reinante en esos años, Abdul Hamid II, quien en su esfuerzo de mantener la integridad territorial del imperio adoptó el panislamismo como ideología de estado. Los asesinatos en masa estaban dirigidos principalmente contra la población armenia, pero los cristianos arameos también fueron víctimas de los pogromos, como en Diyarbakır, donde fueron masacrados 25.000 cristianos .
La crisis política, social y económica que atravesó el Imperio otomano en el último tercio del siglo XIX fue el caldo de cultivo que alentó el enfrentamiento entre la población musulmana y las minorías cristianas, y especialmente contra la comunidad armenia. El gobierno autoritario del sultán Abdul Hamid II tuvo que enfrentarse a las crecientes demandas e injerencias de las potencias europeas, y en ese contexto las peticiones de la comunidad armenia de mayor democracia y derechos sociales fueron reprimidas con la mayor dureza mediante matanzas y masacres colectivas contra el grueso de la población armenia. Las revueltas o protestas organizadas o dirigidas por miembros de los partidos nacionalistas armenios sirvieron de justificación para usar la violencia tanto contra los activistas o disidentes armenios como sobre la población en general.
Sin embargo, algunas de esas rebeliones sirvieron no obstante para evitar ese tipo de castigos indiscriminados contra los pueblos y comunidades donde habitaban los armenios. 

## Antecedentes

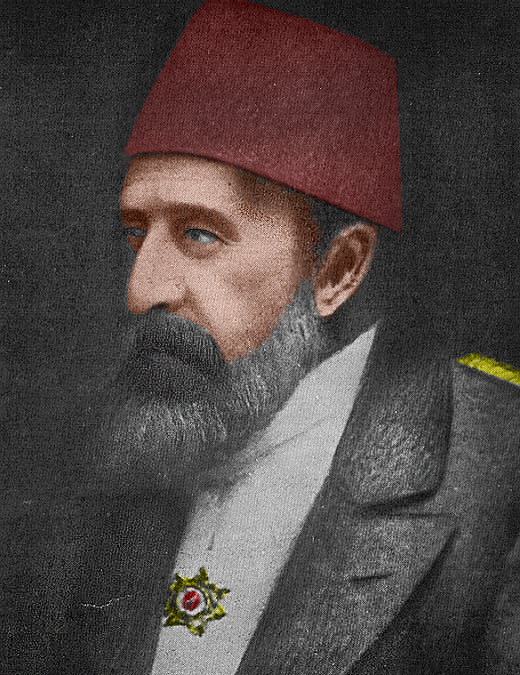
Sultán Abdul Hamid II.

Tras la derrota del Imperio otomano en la guerra ruso-turca, 1877-1878, y las condiciones impuestas en el posterior Tratado de Berlín (1878), el sultán Abdul Hamid II se vio obligado a realizar concesiones a las minorías cristianas del imperio. Ello generó un gran descontento entre la población musulmana que vio como perdía su papel dominante en la sociedad otomana.
A la injerencia de las potencias europeas hubo que sumar la llegada masiva de decenas de miles de musulmanes que fueron expulsados, o escaparon, de los Balcanes y de Rusia para establecerse en Anatolia. Los armenios pronto comenzaron a protestar contra lo que consideraban una maniobra del gobierno para presionarles o forzar un desalojo gradual. Esta situación envenenó las relaciones entre la comunidad armenia y las autoridades otomanas a lo largo del último cuarto del siglo XIX. Para entonces los armenios ya no eran mayoría poblacional en ninguna de las seis provincias en las que se concentraban (Erzurum, Van, Bitlis, Diyarbakır, Mamuret ül-Aziz y Sivas).
Otro aspecto que alentó el enfrentamiento entre comunidades vino motivado por el reclutamiento militar. Mientras que las minorías cristianas, con más medios económicos, podían pagar la exención, los musulmanes perdían en las guerras a sus jóvenes y la posibilidad de mejorar económicamente.
El territorio otomano sufrió además una serie de inundaciones y sequías que causaron hambrunas y la despoblación de las áreas rurales, y motivado por ello un incremento insoportable de los impuestos sobre la población que permaneció.
El creciente descontento de los musulmanes y la descomposición del Imperio, que perdía territorios a medida que las potencias imperialistas iban aumentando sus esferas de influencia, fue el caldo de cultivo de una nueva ideología que abanderó el movimiento de los Jóvenes Otomanos. Una corriente de pensamiento nacionalista propiamente turco que divulgaba un sentimiento de superioridad y el deseo de que todos los pueblos del Imperio se sometieran al papel dominante que debían asumir los turcos. Las crecientes demandas de mayor democracia por parte de las minorías cristianas, y en especial de la población armenia, generó una honda hostilidad entre los ideólogos del nuevo movimiento.

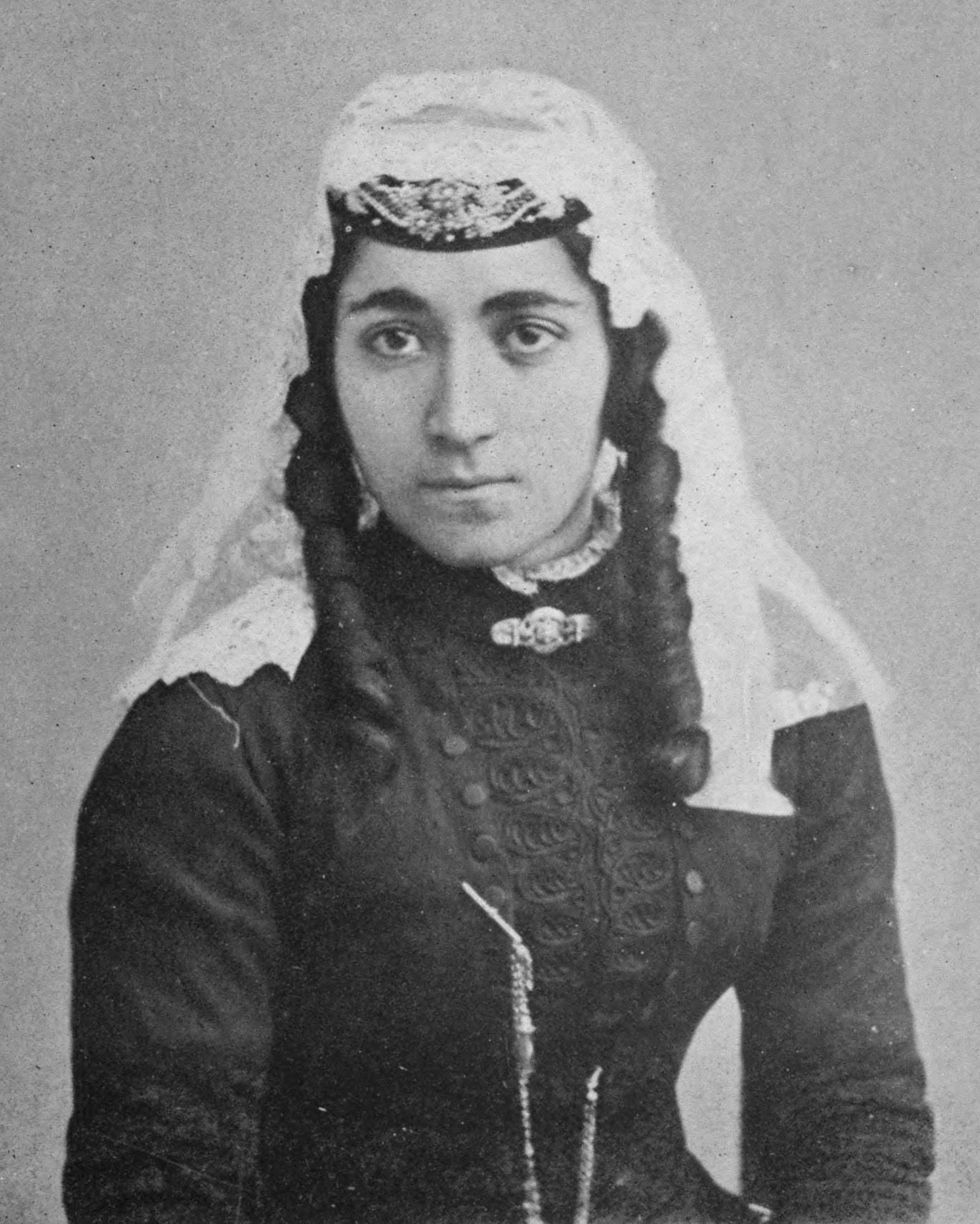
Mujer armenia en 1896.

Estas minorías comenzaron a verse como sucursales del imperialismo y como una amenaza que acabaría con el Imperio. En consecuencia, la imagen de una burguesía armenia colaboracionista con los intereses extranjeros fue trasladada al resto de la comunidad, transformando el germen de una lucha de clases en un choque entre comunidades religiosas. Como resultado, el principio de igualdad entre los ciudadanos comenzó a percibirse con sospecha y como una coartada para las intrigas imperialistas que había de fondo.
A partir de 1890 la comunidad armenia comenzó a reivindicar mayores cuotas de autogobierno y a exigir el cumplimiento de lo acordado en el Congreso de Berlín, que ni había sido puesto en práctica por el sultán ni garantizado por los firmantes del tratado. Las peticiones que recurrentemente se demandaron en esos años hacían referencia a: la restitución de las 6 provincias armenias a sus límites naturales; la elección en cada una de ellas de un gobernador que fuera refrendado por las potencias europeas; la reforma del sistema tributario; la reforma de la justicia; la creación de una gendarmería mixta, con acceso a los armenios; y representación proporcional en los consejos locales. Estas reivindicaciones eran, básicamente, las que componían el cuerpo de las denominadas Reformas de mayo de 1895.
En consecuencia las rebeliones y acciones de protesta que se llevaron a cabo por tal motivo fueron reprimidas de manera sangrienta e indiscriminada contra la población. Los disturbios ocurridos en Erzurum (1890), Marsovan (1892) y Tokat (1893), marcaron el inicio de una serie de asesinatos en masa que se darían en los años siguientes.
No obstante, y pese a la respuesta violenta por parte del estado ante tales actos reivindicativos, algunas de las revueltas sirvieron para proteger de esos castigos colectivos a pueblos en los que habitaban comunidades de armenios.

## Insurrección en Sasun

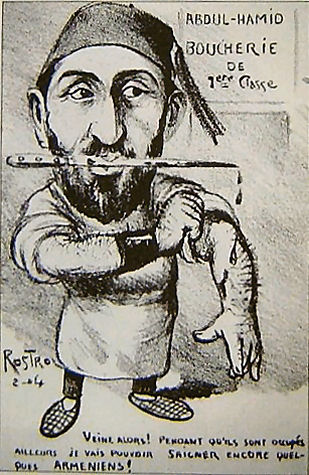
Una caricatura política francesa contemporánea retrata al sultán Abdul Hamid II como un carnicero de los armenios.

Sasun era un cantón que reunía unos 100 pueblos, y estaba ligado administrativamente al distrito de Siirt en la provincia del mismo nombre. A principios de 1894, tres villas de montaña se resistieron al pago de impuestos ante lo que denominaban una doble cotización. Como en otras partes de Anatolia oriental, estaban sujetos a un sistema por el que tenían que pagar por una parte a propietarios de tierras y jefes tribales, y por otra a los funcionarios del estado. Los habitantes de Sasun preferían pagar al poder central pues los jefes kurdos de la zona exigían altos tributos.
En medio de ese clima de protesta, el partido Hnchakian alentó una insurrección y organizó un levantamiento armado, buscando llamar la atención y la ayuda de las potencias europeas. Los militantes nacionalistas consiguieron reunir a unos 400 combatientes armenios los cuales, comandados por Hampartsoum Boyadjian, se prepararon para la resistencia. También la Federación Revolucionaria Armenia desempeñó un papel importante al armar a la población de la región. A mediados de junio de 1894, unidades del ejército imperial y tropas irregulares kurdas integradas por varios miles de soldados se congregaron en la villa de Dalvorik. Los combates que se desencadenaron en esa zona de montaña ocasionaron numerosas bajas a las tropas gubernamentales y se extendieron a los pueblos cercanos de Shenik y Semal, pero a medida que los rebeldes, acorralados y perseguidos, se fueron refugiando en los altos de Andok, el ejército entró en los pueblos y comenzó a castigar a la población.
El 15 de agosto unos 200 combatientes armenios se rindieron ante la promesa de perdón, pero fueron fusilados en la localidad de Semal. El último combate se libró el 22 de agosto, dos días después las extenuadas y diezmadas fuerzas armenias, comandadas por Mossé Kerko fueron rodeadas y masacradas. Con ello se puso fin a al insurrección de Sasun.
Una parte de la población buscó refugio en las montañas, cuevas y bosques, durante largo tiempo, tratando de huir de las tropas kurdas. Mientras tanto en los pueblos se desencadenó la represión entre el 18 de agosto y el 10 de septiembre. Según el informe del vicecónsul británico H. Hallward una gran parte de la población de 25 pueblos de la zona fue asesinada. Los soldados llevaban material combustible para incendiar propiedades y viviendas, en muchos casos con personas en su interior. El diplomático relató igualmente las numerosas atrocidades cometidas contra la población hasta causarles la muerte. Para la realización del informe contó principalmente con los testimonios procedentes de los propios soldados que participaron en los hechos. De los 12 mil armenios que habitaban en Sasun, unos 3 mil quinientos fueron asesinados.

### Reacción internacional
Ante la dimensión de los crímenes Gran Bretaña exigió la apertura de una comisión de investigación en la que estuvieran presentes delegados británicos, franceses y rusos. El sultán accedió a llevarla a cabo pero con el objetivo de “investigar la conducta criminal de los bandidos armenios”. La comisión fue demorada en el tiempo y finalmente no obtuvo ninguna conclusión relevante. El castigo a los culpables se saldó con las condecoraciones que Abdul Hamid II otorgó al muftí de Muş y al jefe de las tropas turcas que había dirigido los asesinatos, Zekki Paşa.
Por su parte, los delegados extranjeros que participaron en la comisión atestiguaron que ni la agitación política fue tan grande, ni el pueblo apoyó mayoritariamente la sublevación. Las tropas imperiales sólo hallaron una ligera resistencia y desde luego en ningún caso una revuelta abierta tal y como la presentaron las autoridades. Pese a lo cual, expusieron la complicidad de la autoridad imperial, o más bien del Palacio y del sultán, en el desencadenamiento de una masacre dirigida “sin distinción de sexo ni edad, contra personas ancianas, enfermas y niños incapaces de huir”. Si en la víspera de las matanzas Zekki Paşa había sido condecorado por sus “servicios fieles y dignos de alabanzas”, a su vuelta lo fue nuevamente con la medalla de la Orden de Liyakat cuya inscripción rezaba “por lealtad y valentía”.
Los diplomáticos extranjeros mostraron su oposición ante ese desenlace, pero ni exigieron el cumplimiento del acuerdo firmado en Berlín ni ejercieron su responsabilidad como garantes de la seguridad de la comunidad armenia. Como respuesta, prepararon un nuevo paquete de medidas, denominado “Programa de reformas de mayo”, que fue presentado durante ese mes de 1895 al gobierno otomano. Pero el sultán, aprovechando el conflicto de intereses existente entre las potencias, demoró la firma de la propuesta hasta el 17 de octubre de 1895.
En París y Londres se llevaron a cabo grandes reuniones con el fin de recabar apoyo para el pueblo armenio.

## Manifestación en Constantinopla

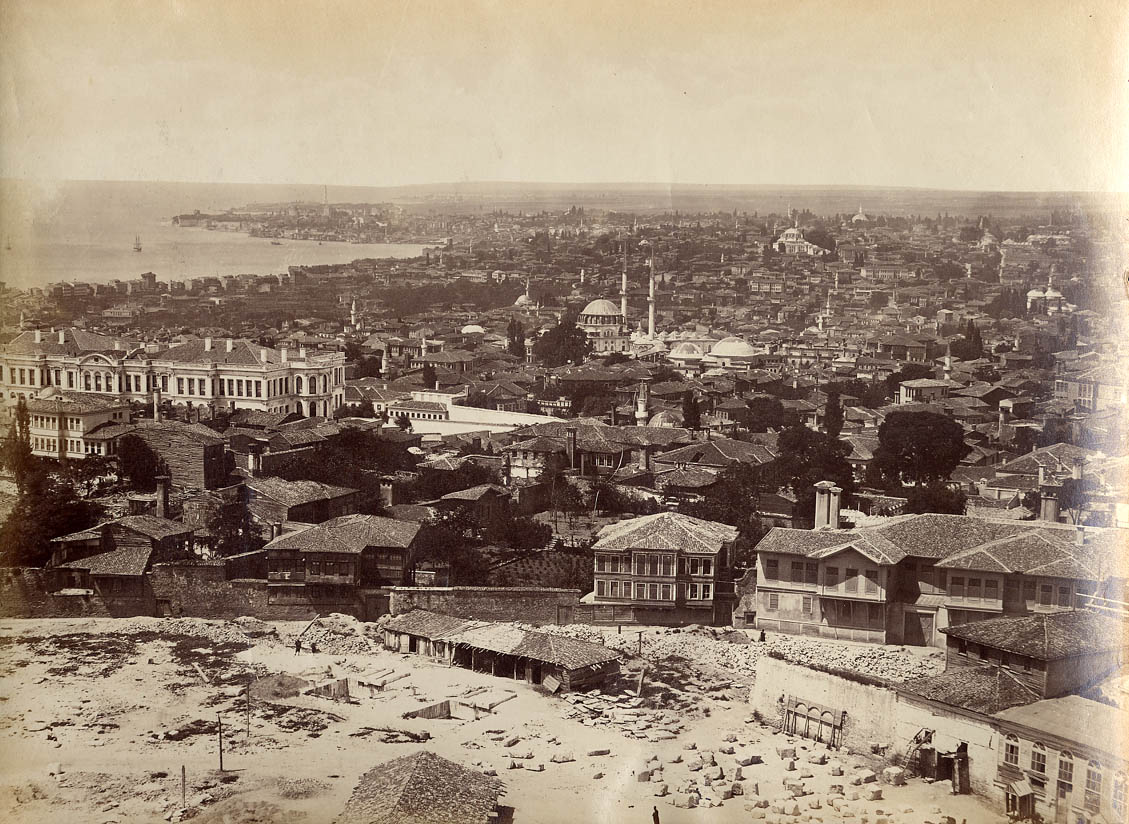
Panorámica de Estambul hacia 1895.

Como respuesta al informe oficial sobre los sucesos de Sasun, el partido Henchakian organizó una manifestación en Estambul el 30 de septiembre de 1895. Con ella se quiso llamar la atención de las delegaciones extranjeras presentes en la capital del Imperio, así como denunciar la situación de la población armenia en las provincias orientales y reclamar sus derechos civiles.
Unas 3 o 4 mil personas se congregaron con el fin de llegar hasta la sede del gobierno otomano. Era una convocatoria histórica, pues por primera vez una multitud no musulmana organizaba en la misma capital una gran manifestación de protesta. La policía se interpuso ante la marcha y poco después se inició un tiroteo que dio inicio a una salvaje represión. Numerosos observadores diplomáticos dieron fe de lo ocurrido a pleno día y relataron el salvajismo y la brutaliad de las fuerzas policiales contra la población, achacando a las autoridades los excesos sanguinarios de la población musulmana que había sido alentada para desatar su furia contra los armenios.

## La sublevación de Zeitun
La tercera tentativa del partido Henchakian contra el régimen otomano tuvo lugar en Zeitun entre el 24 de octubre de 1895 y el 2 de febrero de 1896.
Zeitun se hallaba a unos 60 kilómetros al noroeste de Maraş, en la región de Cilicia. Como sucedía en Sasun, la comarca ofrecía una posición ventajosa para la resistencia armada a causa de las montañas que la rodeaban. También en esta zona la población armenia quería poner fin a los abusos de los que eran víctima. Zeitun, sin embargo, gozaba de un estatuto de semi-autonomía adquirido a lo largo del tiempo y contaba con experiencia en pequeños levantamientos durante la segunda mitad del siglo XIX.
La insurrección movilizó a unos mil quinientos armenios que tuvieron que enfrentarse a un ejército de unos 20 mil hombres apoyados por 35 mil integrantes de las fuerzas irregulares. Miles de estos murieron a consecuencia de las bajas temperaturas del invierno en la zona, las enfermedades y los combates. Las fuerzas armenias resistieron los ataques durante más de tres meses, ayudados por la orografía y la dureza del clima. Sin embargo, a principios de febrero, agotadas por el esfuerzo, las bajas, la falta de descanso, de aprovisionamientos y de refuerzos, solicitaron la mediación de las potencias extranjeras. Estas intercedieron ante Abdul Hamid II, alcanzando un acuerdo el 12 de febrero de 1896.
El sultán aceptó rebajar los impuestos, que los habitantes locales ocuparan los empleos públicos, con excepción de los jueces, e integraran las fuerzas del orden locales. Prometió además introducir nuevas reformas recomendadas por las cancillerías extranjeras, así como designar un gobernador cristiano para la región (Kaza).
El 6 de enero de 1896, un mes antes de que finalizaran los enfrentamientos, el cónsul británico Henry Barnham llevó a cabo un informe en el que estimaba las pérdidas otomanas en 5 o 10 mil bajas, mientras que por el bando armenio unas 6 mil personas fallecieron víctimas de los combates, las enfermedades o el hambre. La villa, que contaba con una población de unos 7 mil 500 quinientos habitantes al inicio de la revuelta, tuvo que acoger a unos 12 mil refugiados venidos de los alrededores escapando de las masacres y la destrucción.

## Conflicto de Van
La provincia de Van era el lugar, dentro del territorio otomano, con mayor concentración de población armenia. El territorio había sido, una zona donde se había desarrollado la cultura y la civilización armenia. 
En el conflicto de Van los nacionalistas Hentchaks, Dachnaks y Armenakans, el partido con mayor implantación local, lucharon unidos en el movimiento de resistencia organizado contra las tropas otomanas.

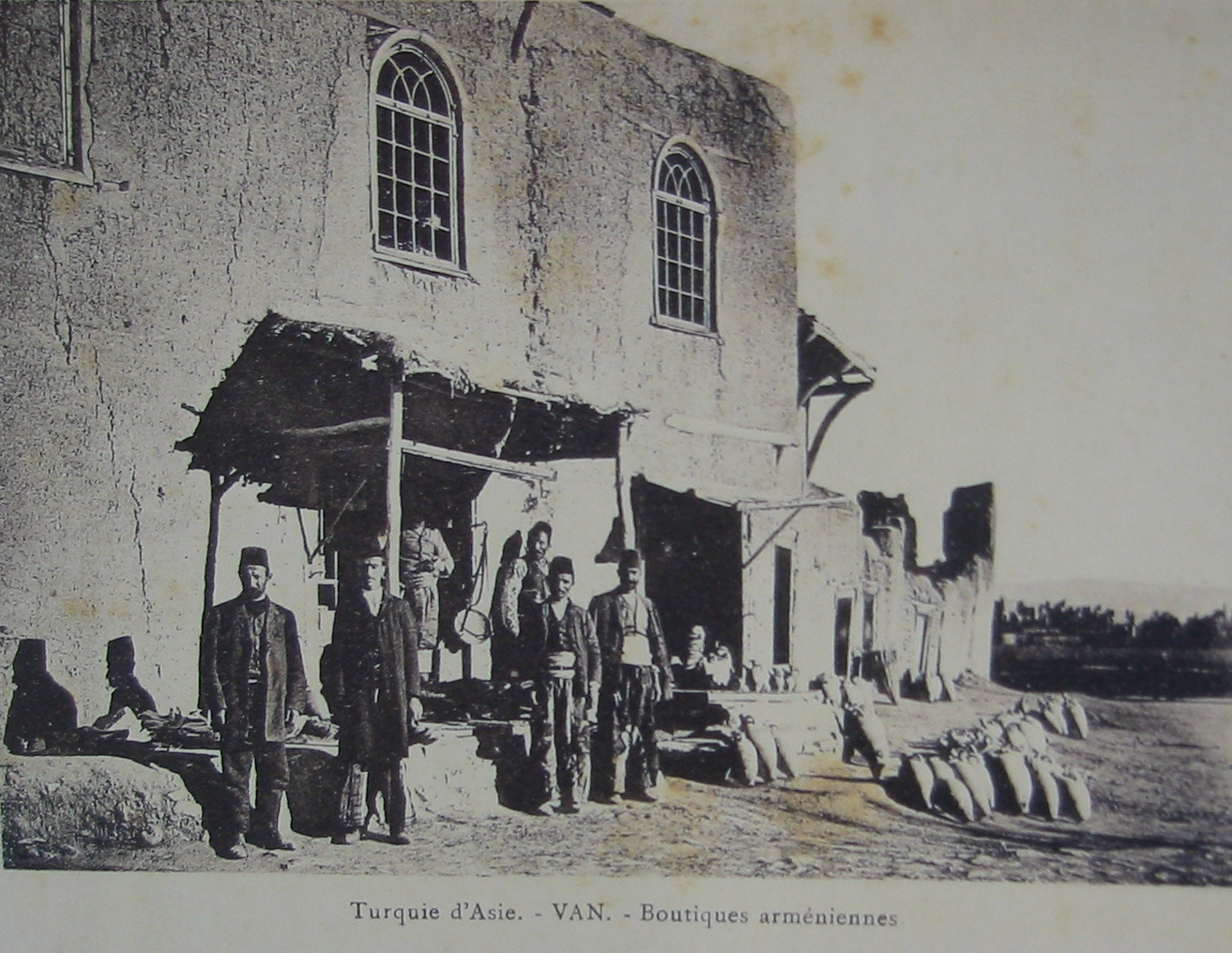
Comercio de armenios en la ciudad de Van (finales del).

## Nuevas masacres
La peor atrocidad se produjo cuando la catedral de Urfa, en la que tres mil armenios se habían refugiado, fue incendiada. El historiador turco Osman Nuri observó: "La mera mención de la palabra 'reforma' irritaba a [Abdul Hamit], incitando su instinto criminal.

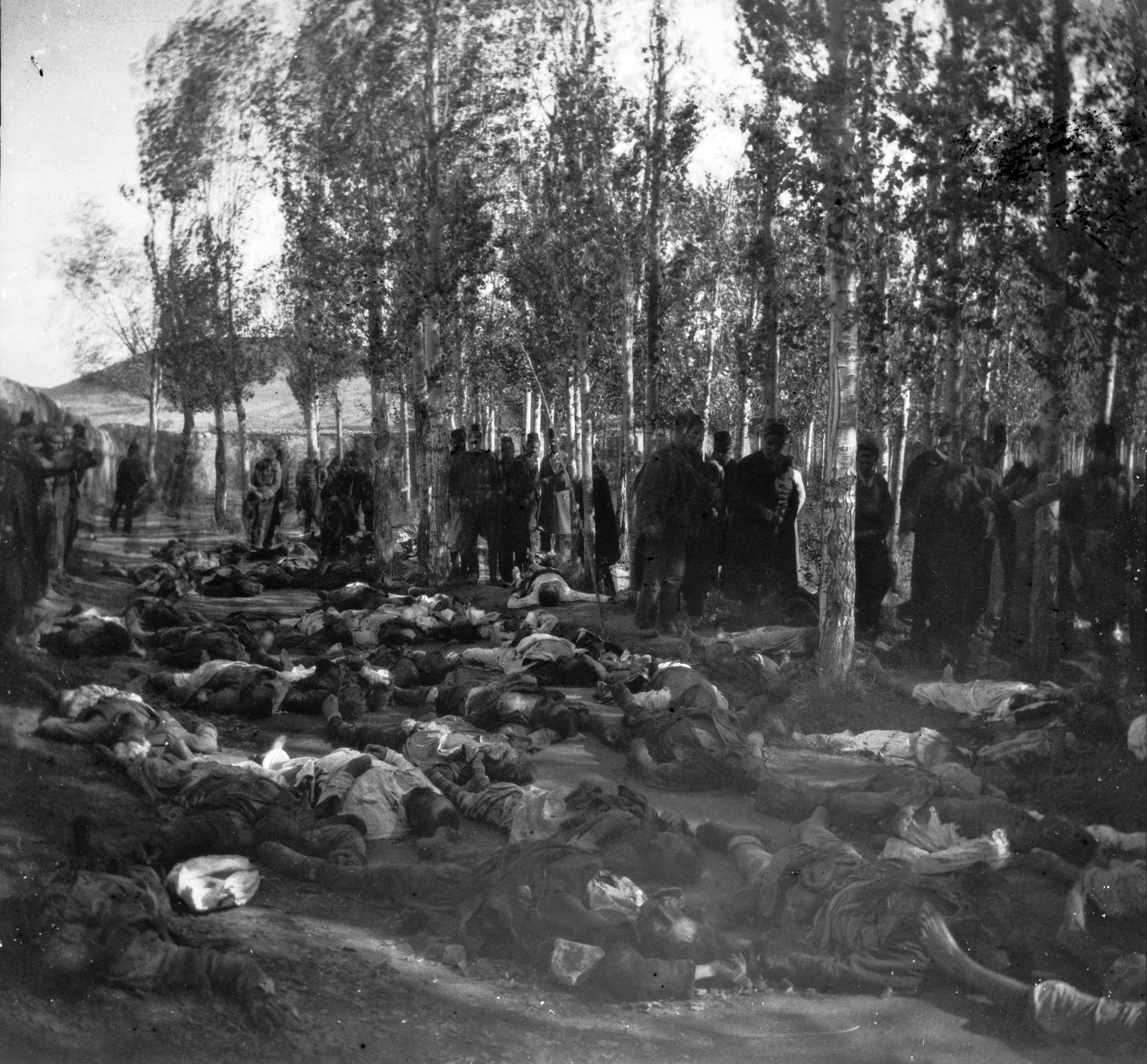
Masacre en Erzurum, 30 de octubre de 1895.

En respuesta, decenas de miles de armenios fueron masacrados, dos mil en Estambul y en otros lugares del Imperio otomano. El secretario privado de Abdul Hamid escribió en sus memorias acerca de Abdul Hamid que él "decidió seguir una política de severidad y de terror contra los armenios, con el fin de tener éxito en este sentido que el método elegido se ocupan de ellos un golpe económico ... Ordenó evitar absolutamente de negociación o discutir cualquier cosa con los armenios y para infligir en ellos de manera decisiva a la huelga de ajustar cuentas'. El embajador francés describió a Turquía como "literalmente en llamas", con "las matanzas en todas partes" y que "se está asesinando a todos los cristianos, sin distinción." ."  Un vicecónsul francés declaró que el objetivo del Imperio otomano fue "aniquilar gradualmente a los elementos cristianos". Por "dar a los caciques kurdos carta blanca para hacer lo que quieran, para enriquecerse de los bienes de los cristianos y para satisfacer sus caprichos masculinos.."  La correspondencia diplomática francesa muestra que durante las masacres hamidianas no sólo se cometieron matanzas de armenios sino también de asirios y griegos del Ponto. 

Los asesinatos se produjeron a partir de 1895 hasta 1897. En ese último año, el Sultán Hamid declaró que la cuestión armenia había concluido. Todos los revolucionarios armenios habían sido asesinados o habían huido a Rusia. El gobierno otomano cerró las sociedades armenias y restringió los movimientos políticos de Armenia. 
La formación de grupos revolucionarios armenios comenzó aproximadamente en torno al final de la guerra ruso-turca de 1878 y se intensificó con la introducción del artículo 166 en el Código Penal otomano, y la incursión en la Catedral de Erzerum. El artículo 166 tenía como objeto el control de la posesión de armas, pero se utilizó para restringir la posesión de armas de los armenios. A continuación, tribus kurdas fueron armadas para atacar a la indefensa población armenia. Algunos diplomáticos creían que el objetivo de estos grupos era el de cometer masacres a fin de incitar contra-medidas, y para invitar a las "potencias extranjeras a intervenir", como el embajador británico en Estambul Sir Philip Currie observó en marzo de 1894. 
Estos asesinatos en masa son considerados por algunos estudiosos, como Yehuda Bauer, como una verdadera fase previa del genocidio armenio, que la mayoría de los estudiosos ciñen estrictamente a los años 1915-1917.

## Reporte impreciso por parte del gobierno otomano
Después de que George Hepworth, un periodista destacado de finales de siglo XIX, viajara a través de la Armenia otomana en 1897, escribió  "a través de Armenia, a caballo, se examinan las causas y efectos de las recientes matanzas". En un capítulo Hepworth describe la disparidad entre la realidad de la masacre en Bitlis y la de los informes oficiales que se enviaron a la Sublime Puerta. Después de contar con la versión turca de los hechos que situaban la culpa únicamente en los armenios de Bitlis, Hepworth escribe:

"....Esa es la cuenta de la relación que se envió a Yildiz, y esa historia contiene todo lo que el sultán tiene algún medio de saber acerca de ella. Es una historia muy notable, y las discrepancias son tan gruesas como las hojas en Valambrosa. A primera vista, no puede ser cierto, y ante un jurado no tendría apenas valor como evidencia. Es sumamente importante, sin embargo, debido a que es probable que sea una representación justa de los hechos de los últimos años. Que se trata de una falsedad, hasta el punto de poder ser llamado fabricación, se hace evidente si nos fijamos una segunda vez ... Y, sin embargo, es a partir de este documento oficial que el historiador futuro leerá cuando quiera compilar los hechos relativos a estas masacres."